# 14974 Počátky
14974 Počátky è un asteroide della fascia principale. Scoperto nel 1997, presenta un'orbita caratterizzata da un semiasse maggiore pari a 2,6309405 UA e da un'eccentricità di 0,0872561, inclinata di 3,88208° rispetto all'eclittica.
Prende il suo nome dal villaggio di Počátky, nella Repubblica Ceca, in cui nacque Miloš Tichý, il suo scopritore.